# Газипур
Газипур (бенг. গাজীপুর) — город в Бангладеш, административный центр одноимённого округа.

## Образование
В Газипуре расположен национальный тренировочный центр Бангладешских скаутов.

## Демография
Население города по годам:
| 1991    | 2001    | 2010      |
| ------- | ------- | --------- |
| 588 540 | 866 540 | 1 199 215 |